# شاهزاده واسیلی الکساندروویچ روسیه
شاهزاده واسیلی الکساندروویچ روسیه (۷ ژوئیه [ سبک قدیمی و سبک جدید گاه‌شماری میلادی ۲۴ ژوئن] ۱۹۰۷–۲۴ ژوئن ۱۹۸۹) ششمین پسر و کوچک‌ترین فرزند دوک بزرگ الکساندر میخائیلوویچ روسیه و دوشس بزرگ زنیا الکساندرونا روسیه بود. او برادرزاده تزار نیکلاس دوم روسیه بود.
او که در دوران سلطنت پسرعموی دوم پدری و عموی مادری‌اش ، نیکلاس دوم، در امپراتوری روسیه متولد شده بود، هنگام سقوط سلطنت روسیه در کریمه در تعطیلات بود. خانواده نزدیکش در آنجا به او پیوستند. آنها از سرنوشت بسیاری از بستگانش که توسط بلشویک‌ها کشته شدند، جان سالم به در بردند. او در آوریل ۱۹۱۹، در سن ۱۱ سالگی، روسیه را ترک کرد. در اواخر دهه ۱۹۲۰، او به ایالات متحده مهاجرت کرد و در آنجا با پرنسس ناتالیا گولیتسینا آشنا شد. آنها در سال ۱۹۳۱ ازدواج کردند. این زوج صاحب یک دختر شدند و دهه‌ها در وودساید، کالیفرنیا زندگی کردند.

## اوایل زندگی
شاهزاده واسیلی الکساندروویچ رومانوف در ۷ ژوئیه ۱۹۰۷ در کاخ گاتچینا به دنیا آمد. او ششمین پسر و آخرین فرزند از هفت فرزند دوک بزرگ الکساندر میخائیلوویچ و دوشس بزرگ زنیا الکساندرونا از روسیه بود. اگرچه از طرف مادر نوه امپراتور الکساندر سوم بود، اما عنوان دوک بزرگ روسیه را نداشت زیرا از طرف پدر تنها نتیجه امپراتور نیکلاس اول بود. او کودکی بیمار بود و پس از تولدش تردیدهایی در مورد زنده ماندن او وجود داشت، بنابراین در پرورشگاه غسل تعمید داده شد. اندکی پس از تولدش، والدینش زندگی جداگانه‌ای را آغاز کردند. شاهزاده واسیلی سال‌های اولیه زندگی خود را در امپراتوری روسیه در زمان سلطنت عمویش تزار نیکلاس دوم گذراند. در زمان سقوط سلطنت روسیه در فوریه ۱۹۱۷، واسیلی، در ده سالگی، در تعطیلات در آی-تودور، ملک پدرش در کریمه بود. تا پایان ماه مارس، والدین، تمام خواهر و برادرانش و مادربزرگشان ، ملکه ماریا فئودوروونا، نیز در کریمه بودند.
پدر واسیلی در خاطرات خود حکایتی را نقل می‌کند که چگونه یک انقلابی سعی کرد واسیلی را به باور آرمان‌های انقلابی ترغیب کند: «او با زبان روبسپیر با پسر صحبت کرد تا در تمام جزئیات به الگو پایبند باشد. پسرم عبارت‌بندی فرانسوی او را اصلاح کرد و بی‌خیال شد. همسرم خندید اما من احساس خطر عجیبی داشتم.»
پس از انقلاب روسیه، هنگامی که بلشویک‌ها در اکتبر ۱۹۱۷ قدرت را به دست گرفتند، شاهزاده واسیلی به همراه والدین، خواهر و برادر و مادربزرگش، ملکه دواگر، در آی-تودور تحت بازداشت خانگی قرار گرفتند. در ۱۱ مارس ۱۹۱۸، آنها به همراه دیگر بستگان رومانوف به دولبر، ملک دوک بزرگ پیتر نیکولایویچ در کریمه منتقل شدند. او از سرنوشت تعدادی از بستگان رومانوف خود که توسط بلشویک‌ها به قتل رسیده بودند، گریخت، زمانی که او در ماه مه ۱۹۱۸ به همراه رومانوف‌ها در گروهش توسط نیروهای آلمانی آزاد شد. او در ۱۱ آوریل ۱۹۱۹ با کمک عمه بزرگش، ملکه الکساندرا از بریتانیا (شاهزاده الکساندرا از دانمارک)، که خواهر ملکه دواگر ماریا فئودوروونا بود، از روسیه فرار کرد. پادشاه جورج پنجم بریتانیا، کشتی جنگی بریتانیایی اچ‌ام‌اس مارلبرو (۱۹۱۲) را فرستاد که خانواده واسیلی و دیگر رومانوف‌ها را از کریمه از طریق دریای سیاه به مالت و سپس به انگلستان آورد. شاهزاده واسیلی که در آن زمان یازده ساله بود، بقیه عمر خود را در تبعید گذراند.

## تبعید
شاهزاده واسیلی در طول سال‌های اول تبعید خود، به همراه مادرش در انگلستان زندگی می‌کرد. در اواخر دهه ۱۹۲۰، او به ایالات متحده مهاجرت کرد و بقیه عمر خود را در آنجا گذراند. واسیلی با پیدا کردن شغل‌هایی مانند نظافتچی کابین، کارگر کشتی‌سازی، دلال سهام، شراب‌ساز و مرغداری در شمال کالیفرنیا، امرار معاش می‌کرد.
شاهزاده واسیلی در ۳۱ ژوئیه ۱۹۳۱ در شهر نیویورک با پرنسس ناتالیا گولیتسینا (مسکو ۲۶ اکتبر ۱۹۰۷ - وودساید ۲۸ مارس ۱۹۸۹)، یک تبعیدی روس، ازدواج کرد. آنها در ایالات متحده با هم آشنا شدند. ناتالیا پسرعموی دور همسر شاهزاده روستیسلاو بود. خواهرش، پرنسس اولگا گولیتسینا، با جفری توث ازدواج کرد که بعدها شوهر دوم خواهرزاده واسیلی، پرنسس زنیا آندریونا، شد. پرنسس ناتالیا از یکی از اشرافی‌ترین خانواده‌های روسیه، یعنی خانواده اشرافی گولیتسین، بود. پدرش، شاهزاده الکساندر گولیتسین، پسر فرماندار مسکو، پزشک روستا بود. مادرش لیوبوف ولادیمیروونا گولیتسینا (با نام خانوادگی گلبووا) بود. پرنسس ناتالیا در سال ۱۹۲۰ به همراه خانواده‌اش از روسیه انقلابی از طریق سیبری به چین گریخت. در سال ۱۹۲۷، آنها به ایالات متحده نقل مکان کردند. او مدتی به عنوان بازیگر نقش‌های کوچک در تئاتر و فیلم‌های صامت فعالیت می‌کرد. شاهزاده واسیلی در سال ۱۹۳۱ با پرنسس ناتالیا گولیتسینا آشنا شد و چند ماه بعد با او ازدواج کرد. این زوج در سال ۱۹۳۴ به شمال کالیفرنیا نقل مکان کردند. آنها تا آخر عمر در خانه‌ای به نام ۳۰ زندگی کردند. کیلومتری جنوب سانفرانسیسکو. شاهزاده واسیلی و همسرش یک دختر داشتند:
- پرنسس مارینا رومانوف (متولد سانفرانسیسکو ۲۲ مه ۱۹۴۰)؛ در ۸ ژانویه ۱۹۶۷ در وودساید، کالیفرنیا ازدواج کرد (مطلق گرفت) ویلیام بیدلستون (متولد لانگ برنچ، نیوجرسی ۳۱ ژوئیه ۱۹۳۸) یک دلال آثار هنری. آنها چهار فرزند داشتند: تاتیانا (متولد ۱۹۶۸) الکساندرا (متولد ۱۹۷۰) نیکلاس (متولد ۱۹۷۱) ناتالی (متولد ۱۹۷۶). پرنسس مارینا رومانوف اکنون با دنیل استنبری ازدواج کرده و در آسپن، کلرادو زندگی می‌کند. آنها یک دختر به نام بودی (متولد ۱۹۹۱) دارند.[۱۳]

در سال ۱۹۸۰، شاهزاده واسیلی به عنوان رئیس انجمن خانواده رومانوف به جانشینی برادرش، شاهزاده دیمیتری الکساندروویچ، منصوب شد. او تا زمان مرگش در وودساید، کالیفرنیا در سن ۸۱ سالگی، رئیس انجمن باقی ماند. او در گورستان صرب‌ها در سانفرانسیسکو به خاک سپرده شد.

## اسلحه
اغلب ادعا می‌شود که ازدواج واسیلی با پرنسس گولیتسینا می‌توانسته مورگاناتیک باشد. با این حال، پیتر بروک، زندگینامه‌نویس رومانوف، معتقد است که این ازدواج از نظر سلسله‌ای به اندازه ازدواج باگراتیونی با پسرعموی واسیلی، گراند دوک ولادیمیر کیریلوویچ روسیه، قابل قبول بوده است. از زمان انقراض خانواده کورکی در قرن هفدهم، گولیتسین‌ها ادعای ارشدیت سلسله‌ای در خاندان گدیمیناس داشته‌اند. گدیمیمین‌ها سلسله‌ای از پادشاهان دوک‌نشین بزرگ لیتوانی بودند که از قرن چهاردهم تا شانزدهم سلطنت می‌کردند و امپراتور پیتر اول به گولیتسین‌ها اجازه داده بود که نشان دوک‌نشین بزرگ لیتوانی را در نشان خود بگنجانند.

## برای مطالعهٔ بیشتر
- ون در کیست، جان و هال کورین. روزگاری دوشس بزرگ: زنیا، خواهر نیکلاس دوم ، انتشارات ساتون، ۲۰۰۲. شابک ۰-۷۵۰۹-۲۷۴۹-۶
- درباره شاهزاده واسیلی روسیه